# Braquistócrona

Trajetória de uma partícula que se desloca ao longo de três trajetórias diferentes. A curva em vermelho é a braquistócrona.

Denomina-se braquistócrona a trajectória de uma partícula que, sujeita a um campo gravitacional constante, sem atrito e com velocidade inicial nula, se desloca entre dois pontos no menor intervalo de tempo. Note-se que a questão não é qual o percurso mais curto entre os dois pontos, cuja resposta nas condições dadas é a reta que os une, mas sim, qual trajectória é percorrida no menor tempo.

## Etimologia
A palavra braquistócrona vem do grego brakhistós (o mais curto) e khrónos (tempo).

## História
O problema começou por ser publicado na Acta Eruditorum de Leipzig, de Junho de 1696, onde Johann Bernoulli anunciava possuir uma solução e desafiava os cientistas para, num prazo de seis meses, fazerem o mesmo. Em Janeiro de 1697 publica uma nova proclamação anunciando que apenas Leibniz lhe comunicara ter chegado à solução, mas pedia um adiamento do prazo até à Páscoa para uma maior divulgação da questão junto do meio científico, o que foi aceito. 
Acabariam por ser apresentadas cinco soluções nas Actas de 1697: a do próprio, a do seu irmão Jacob, a de Leibniz, a de L'Hôpital e uma sob anonimato (que seria a de Isaac Newton, como este veio a reconhecer mais tarde). 
Ao contrário do que nossa intuição possa sugerir, o percurso mais rápido de uma esfera (por  exemplo) ao longo de uma calha que una dois pontos a diferentes alturas não é uma linha recta. Esse menor tempo é obtido se a bola percorrer uma linha em forma de ciclóide.

## Demonstração por Bernoulli

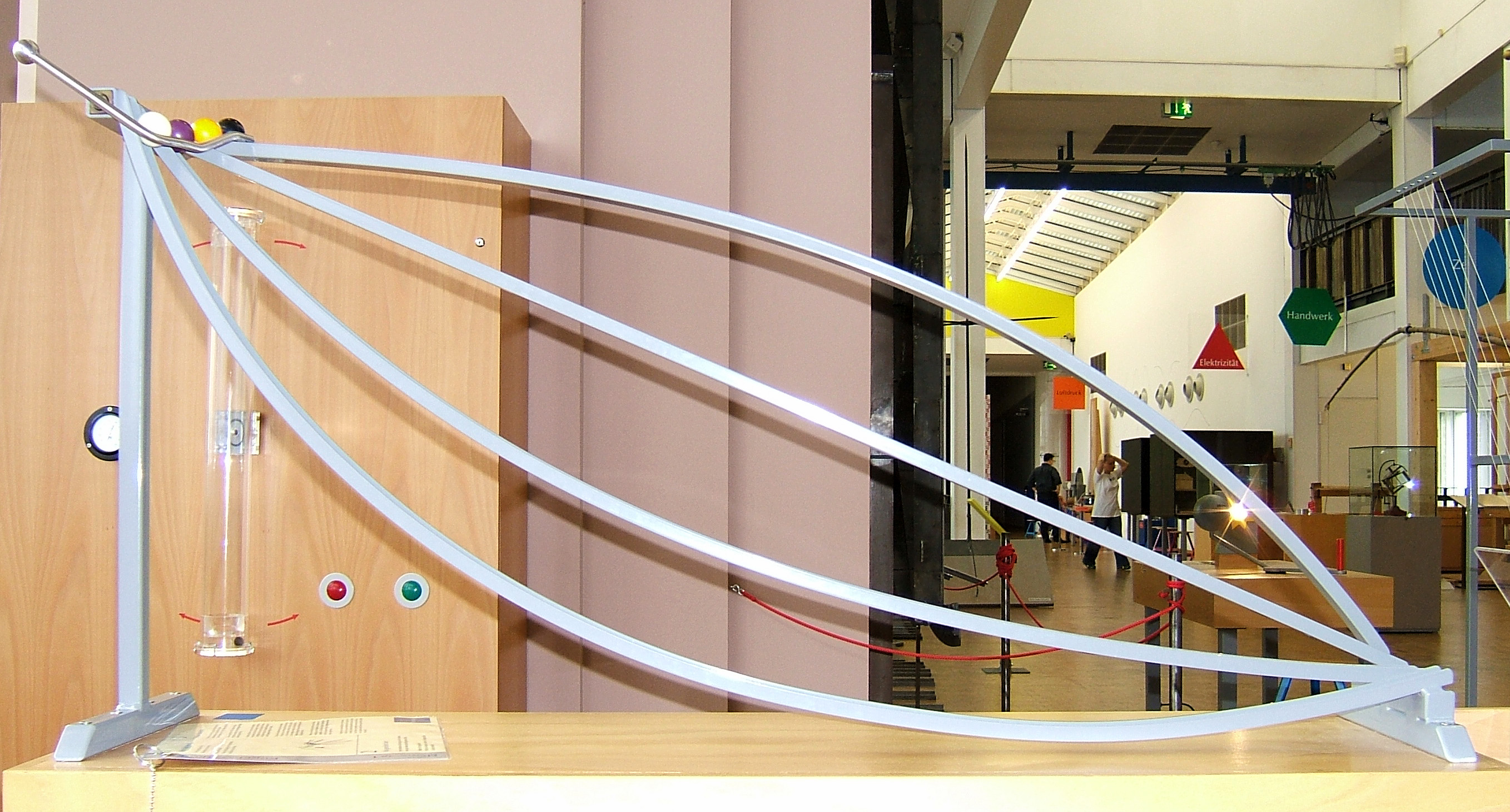
Qual a mais rápida trajetória? Experimento no Museu Estadual da Técnica e Trabalho, Mannheim

Pelo Princípio de Fermat o caminho mais rápido entre dois pontos é o que segue um raio de luz.  A curva Braquistócrona corresponderá assim ao trajeto seguido pela luz num meio em que a velocidade aumenta segundo uma aceleração constante (a força da gravidade g).
A lei da conservação de energia permite expressar a velocidade de um corpo submetido à atracção terrestre pela fórmula:
{\displaystyle v={\sqrt {2gh}}},
onde h representa a perda de altitude em relação ao ponto de partida. De notar que não depende do ponto de partida horizontal.
A lei da refracção indica que um raio luminoso ao longo da sua trajectória obedece à regra:
{\displaystyle {\frac {sen{\theta }}{v}}=K},
onde {\displaystyle \theta } representa o ângulo em relação à vertical e {\displaystyle K} uma constante.
Inserindo nesta fórmula a expressão da velocidade acima, tiram-se de imediato duas conclusões:
1- No ponto de partida, visto que a velocidade é nula, o ângulo também é nulo. Logo a curva braquistócrona é tangente à vertical na origem.
2- A velocidade é limitada, pois o seno não pode ser superior a 1. Esta velocidade máxima á atingida quando a partícula (ou o raio) passa pela horizontal.
Sem prejudicar a generalidade do problema, supõe-se que a partícula parta do ponto de coordenadas (0,0) e que a velocidade máxima seja atingida à altitude –D. A lei da refracção exprime-se então por:
{\displaystyle {\frac {sen{\theta }}{\sqrt {-2gy}}}={\frac {1}{\sqrt {2gD}}}}.
Num ponto qualquer da trajectória podemos aplicar a relação:
{\displaystyle sen{\theta }={\frac {dx}{\sqrt {dx^{2}+dy^{2}}}}}.
Inserindo esta expressão na fórmula precedente e arrumando os termos da mesma obtém-se:
{\displaystyle {\begin{pmatrix}{\frac {dy}{dx}}\end{pmatrix}}^{2}=-{\frac {D+y}{y}}}.
Que corresponde à equação diferencial do oposto de uma cicloide gerado pelo diâmetro D.

## Formalização do problema
Considere uma curva suave {\displaystyle \lambda } no plano {\displaystyle (x,y)} unindo dois pontos fixos {\displaystyle P_{0}=(x_{0};y_{0})} e {\displaystyle P_{1}=(x_{1};y_{1})}. (Suponha que {\displaystyle y_{0}>y_{1}}). O tempo {\displaystyle T} necessário para que uma partícula localizada na posição {\displaystyle (x,y)}  percorra a curva {\displaystyle \lambda } de {\displaystyle P_{0}} até {\displaystyle P_{1}} é dado por                               
{\displaystyle T=\int _{0}^{T}dt=\int _{\lambda }{\frac {ds}{v}}}
Assumimos que a força gravitacional terrestre atua no sentido negativo do eixo {\displaystyle y}. Assim, uma partícula localizada na posição {\displaystyle (x,y)}e que desliza ao longo de {\displaystyle \lambda } sob a força da gravidade terá energia cinética e energia potencial dadas respectivamente como {\displaystyle {\frac {1}{2}}mv^{2}} e {\displaystyle mgy}, em que {\displaystyle m} é a massa da partícula. Pela conservação de energia, temos 
{\displaystyle {\frac {1}{2}}mv^{2}+mgy=mgy_{0},}
onde a partícula começa no repouso em {\displaystyle P_{0}} com energia cinética inicial zero e energia potencial igual {\displaystyle mgy_{0}}. Consideramos sem perda de generalidade que {\displaystyle \lambda } é parametrizada por
{\displaystyle \lambda :y=Y(x),\;\;x_{0}\leq x\leq x_{1}}
para alguma função {\displaystyle Y(x)} adequada temos
{\displaystyle v={\sqrt {2g[y_{0}-Y(z)]}},\;\;\;ds={\sqrt {1+Y'(z)^{2}}}dz.}
Portanto, 
{\displaystyle T(\lambda )=\int _{x_{0}}^{x_{1}}{\sqrt {\frac {1+Y'(z)^{2}}{2g[y_{0}-Y(z)]}}}dz\;\;\;\;\;\;\;\;\;(1)}
Para qualquer {\displaystyle Y} em {\displaystyle D(T)=\{Y\in \;C_{[x_{0};x_{1}]}^{1}\;|\;Y(x_{0})=y_{0}\;\,e\;\,Y(x_{1})=y_{1}\}\subseteq \;C_{[x_{0},x_{1}]}^{1}}.

## Solução por meio do cálculo variacional
Para facilitar, vamos considerar , na seção de formalização do problema, {\displaystyle P_{0}=(0;0)} e {\displaystyle P_{1}=(x_{1},y_{1})}, assim adaptando (1), temos 
{\displaystyle T(\lambda )={\frac {1}{\sqrt {2g}}}\int _{0}^{x_{1}}{\sqrt {\frac {1+Y'(z)^{2}}{Y(z)}}}dz\;\;\;\;\;\;\;Y(0)=0\;,Y(x_{1})=y_{1}.\;\;\;\;\;\;\;\;\;\;\;(2)}
Agora, precisamos encontrar a função {\displaystyle y}que minimize (2) , com as condições de fronteiras dadas. 
Considere então a função {\displaystyle F(x;y;y')={\dfrac {\sqrt {1+y'^{2}}}{\sqrt {y}}}}.  Assim, {\displaystyle F_{y'}={\dfrac {y'}{\sqrt {y(1+y'^{2})}}}}. A condição necessária para termos um extremo para o funcional é dada pela equação de Euler-Lagrange {\displaystyle (F_{y}-{\dfrac {d}{dx}}F_{y'})}; como neste caso o funcional não depende de {\displaystyle x}, tem-se {\displaystyle (F-y'F_{y'}=K_{1})}, e deste modo, temos 
{\displaystyle {\frac {\sqrt {1+y'^{2}}}{\sqrt {y}}}-{\frac {y'2}{\sqrt {y(1+y'2)}}}={\frac {1}{\sqrt {y(1+y'^{2})}}}=K_{1}}
Isto é,                                                                                                                       
{\displaystyle y(1+y'^{2})=K_{2}}
Para resolver esta equação diferencial, insere-se um parâmetro {\displaystyle t}. Então considere {\displaystyle y'(x(t))=\cot(t)} e assim , tem-se
{\displaystyle y={\frac {K_{2}}{1+\cot ^{2}t}}={\frac {K_{2}}{1+{\dfrac {(1+\cos(2t))/2}{(1-\cos(2t))/2}}}}}
Assim,  
{\displaystyle y={\frac {K_{2}}{2}}(1-\cos(2t))}
Derivando {\displaystyle y}em relação a {\displaystyle t}, tem-se  {\displaystyle dy=2K_{2}{\textrm {s}}en(t)\cos(t)dt}, e como  {\displaystyle dx={\frac {dy}{y'(x)}}}, logo
{\displaystyle dx={\frac {2K_{2}{\textrm {s}}en(t)\cos(t)}{\cot(t)}}dt=K_{2}(1-\cos(2t))dt}
isto é, 
{\displaystyle x(t)=K_{2}t-{\frac {K_{2}{\textrm {s}}en(2t)}{2}}+K_{3}={\frac {K_{2}}{2}}(2t-{\textrm {s}}en(2t))+K_{3}}
Desta forma, uma parametrização para{\displaystyle \lambda } é dada por {\displaystyle (x(t);y(t))}, e fazendo {\displaystyle 2t=\theta },  {\displaystyle {\frac {K_{2}}{2}}=R_{1}} e como {\displaystyle x(0)=0}, então {\displaystyle K_{3}=0}, assim fica-se com {\displaystyle x(\theta )=R_{1}(\theta -{\textrm {s}}en(\theta ))} e  {\displaystyle y(\theta )=R_{1}(1-\cos(\theta ))}.Assim, a curva {\displaystyle \lambda =(x(\theta );y(\theta ))}, que é um arco de cicloide, é candidata a extremo do funcional.
Vamos agora verificar as condições suficientes para mostrar que a curva {\displaystyle \lambda =(x(\theta );y(\theta ))} minimiza o funcional. Observe que o feixe de cicloide {\displaystyle x=r(\alpha -{\textrm {s}}en(\alpha ))} e {\displaystyle y=r(1-\cos(\alpha ))} com o centro {\displaystyle (0;0)} forma um campo central que inclui o extremal
{\displaystyle x(\theta )=R_{1}(\theta -{\textrm {s}}en(\theta ))}    e      {\displaystyle y(\theta )=R_{1}(1-\cos(\theta ))}
onde {\displaystyle R_{1}} é determinado pela condição de que a cicloide passa pelo ponto de fronteira {\displaystyle P_{1}=(x_{1};y_{1})}, então {\displaystyle x_{1}<2\pi R_{1}}.
Além disso, como {\displaystyle F_{y'}={\dfrac {y'}{\sqrt {y(1+y'^{2})}}}}, então {\displaystyle F_{y'y'}={\dfrac {1}{{\sqrt {y}}{\sqrt {(1+y'^{2})^{3}}}}}>0}
para qualquer {\displaystyle y'}. Assim, verifica-se a condição suficiente para que o funcional assuma o mínimo na cicloide
{\displaystyle x(\theta )=R_{1}(\theta -{\textrm {s}}en(\theta ))}     e       {\displaystyle y(\theta )=R_{1}(1-\cos(\theta ))}
Portanto temos a confirmação que a solução do problema da Braquistócrona é a cicloide.